# Ajrekarella polychaetriae
Ajrekarella polychaetriae är en svampart som beskrevs av Kamat & Kalani 1964. Ajrekarella polychaetriae ingår i släktet Ajrekarella, divisionen sporsäcksvampar och riket svampar.   Inga underarter finns listade i Catalogue of Life.